# 熊本市立龍田西小学校
熊本市立龍田西小学校（くまもとしりつたつだにししょうがっこう）は、熊本県熊本市北区龍田陳内2丁目にある公立小学校。

## 沿革
- 2016年（平成28年） - 熊本市立龍田小学校より分離し開校。

## 委員会
体育委員会
計画委員会
緑化委員会
音楽委員会
放送委員会
保健委員会
美化ピカ委員会
生活委員会
図書委員会
掲示委員会